# Jan Madaliński
Jan Madaliński herbu Larysza (zm. w 1644) – ksiądz katolicki, kanonik kruszwicki, gnieźnieński, poznański i włocławski, sekretarz królewski, opat lądzki, od 1640 biskup pomocniczy gnieźnieński.

## Życiorys
Był synem Sebastiana Madalińskiego h. Larysza i Jadwigi Kobierzyckiej h. Korab. Gruntownie wykształcony, w 1611 był studentem Uniwersytetu w Padwie, następnie w Rzymie. Po ukończeniu studiów został wyświęcony na kapłana, a następnie mianowany kanonikiem kruszwickim. W marcu 1620 został kanonikiem poznańskim, a we wrześniu tego roku gnieźnieńskim. Tytuł kanonika gnieźnieńskiego otrzymał od arcybiskupa Wawrzyńca Gębickiego, który w uznaniu wiedzy i rozwagi Madalińskiego mianował go swoim kanclerzem. W 1622 pełnił urząd proboszcza parafii św. Katarzyny w Zgierzu. Otrzymywał też różne funkcje publiczne. Dwukrotnie, w 1624 i w 1627 uczestniczył w sejmie warszawskim.
12 maja 1627 w imieniu arcybiskupa Jana Wężyka obejmował rządy w archidiecezji jako jego pełnomocnik i kanclerz. Polecony przez abpa Wężyka królowi Zygmuntowi III otrzymał tytuł sekretarza królewskiego. W 1629 z nominacji króla został opatem klasztoru w Lądzie. W 1631 z ramienia kapituły archidiecezjalnej uczestniczył jako wiceprezydent w Trybunale Głównym Koronnym.
Po wyborze Andrzeja Gembickiego na biskupa łuckiego znalazł się w gronie kandydatów na zwolniony przez niego urząd biskupa pomocniczego. Po uzyskaniu poparcia arcybiskupa Jana Lipskiego został zatwierdzony na to stanowisko przez Stolicę Apostolską jako biskup tytularny teodozyjski. Konsekrowany przez arcybiskupa Lipskiego, objął urząd 18 października 1640 poprzez swojego prokuratora, penitencjarza metropolitalnego Bartłomieja Brodnickiego. Sprawował urząd biskupa zaledwie cztery lata. Zmarł w 1644.
Z jego działalności biskupiej znane są dość liczne konsekracje świątyń, między innymi w 1642 w Smogulcu, w 1643 w Koninie, Skalmierzycach i Choczu oraz w kościół w Ostrowie Wielkopolskim (data konsekracji nieznana). 14 maja 1643 konsekrował też z pozwolenia biskupa krakowskiego Piotra Gembickiego położony u stóp Jasnej Góry kościół św. Barbary w Częstochowie.